# 中嶋正宏
中嶋 正宏（なかじま まさひろ、1960年5月16日 - ）は、日本の地方公務員。東京都オリンピック・パラリンピック準備局長、東京都生活文化局長、東京都水道局長、東京都政策企画局長を経て、東京国際フォーラム代表取締役社長。

## 経歴
1984年（昭和59年）3月、早稲田大学政治経済学部卒業。
同年4月、東京都庁入庁。1996年（平成8年）、交通局葛西自動車営業所長。1998年、ゆりかもめ派遣。2004年、港湾局総務部総務課長。2010年7月、総務局人事部長。2013年7月、都市整備局次長、2014年1月オリンピック・パラリンピック準備局長、2016年4月同局理事。
2017年（平成29年）7月、生活文化局長を塩見清仁と交代し、東京都水道局長（公営企業管理者）に就任。就任時のインタビューで「私は局長だが、局一番の素人。自分よりはるかに水道を熟知している職員を信頼し、その能力を最大限発揮してもらうことが重要だと思う。」と述べた。退任後に日本水道協会会長表彰功労賞受賞。
2020年（令和2年）7月、水道局長を浜佳葉子と交代し、政策企画局長に就任。就任時のインタビューで「『未来の東京』戦略、子供を大切にすることを最優先とする「チルドレンファーストの社会」の実現に向けて総力をあげる。」と述べた。2021年10月退職。12月、東京都体育協会理事長、東京都スポーツ文化事業団理事長、東京都レクリエーション協会会長。2022年東京国際フォーラム代表取締役社長。